# We Made It
„We Made It“ je singl rappera Busty Rhymese a americké rockové skupiny Linkin Park. Měl být na osmém studiovém albu Back on My B.S., ale album vyšlo u jiného vydavatelství. Proto byla tato skladba poslední u Interscope. Produkovali ji Cool & Dre a další produkci obstarali Mike Shinoda a Brad Delson z Linkin Park. Píseň byla vydána 29. dubna 2008.

## V kultuře
Píseň se objevuje na soundtracku ke hře Madden NFL 09.
Když Busta Rhymes sledoval vítězství Baracka Obamy v prezidentských volbách v roce 2008, začal jásat a zpívat refrén písně této písně.
Píseň se objevuje na Mixtape Messiah 4 od rappera Chamillionaira.

## Videoklip
Videoklip měl premiéru v úterý 29. dubna roku 2008. V klipu se objevili také Styles of Beyond, Bishop Lamont a Lamar Odom. Režíroval ho Chris Robinson.
Skladiště, ve kterém se natáčely části videoklipu, je stejným místem, na kterém byl vytvořen obal a přebal alba Meteora skupiny Linkin Park. Videoklip začíná titulky s nápisem Busta Rhymes a Linkin Park a poté se na obrazovce objeví titulky. Členové Linkin Park prochází skladištěm a Rhymes chodí v newyorském bytě. Poté následuje střih na scény lidí procházejících se ulicemi a lidí běžících závod v dešti.

## Seznam skladeb
| CD singly | CD singly                       | CD singly |
| Pořadí    | Název                           | Délka     |
| --------- | ------------------------------- | --------- |
| 1.        | "We Made It" (Album Version)    | 3:58      |
| 2.        | "We Made It" (A Capella) (Edit) | 3:00      |
| 3.        | "We Made It" (Instrumental)     | 3:58      |
| 4.        | "We Made It" (Video)            | 4:31      |

## Obsazení
- Busta Rhymes – rap
- Eddie "Crack Keys" Montilla – klávesy
- Cool & Dre – všechny ostatní nástroje
- Neil Pogue – zvukový inženýr
- Gina Victoria and Rande Johnson – nahrávací technici

### Linkin Park
- Chester Bennington – zpěv
- Mike Shinoda – rap, kytara
- Brad Delson – sólová kytara